# Ding Zeren
Ding Zeren (chino= 丁泽仁) también conocido como Zeren (chino: 泽仁), es un cantante, rapero y bailarín chino.

## Carrera
Es miembro de la agencia "Yuehua Entertainment" (乐华娱乐). 
Previamente fue aprendiz de la agencia surcoreana "SM Entertainment".
En enero de 2018 se unió a la primera temporada del reality show chino Idol Producer donde quedó en el puesto 26 del ranking final.
Desde junio del mismo año forma parte del grupo "NEX7" (乐华七子), junto a Fan Chengcheng, Justin, Li Quanzhe, Zhu Zhengting, Bi Wenjun y Huang Xinchun. En el grupo tiene la posición de bailarín, rapero y vocalista. Todos los integrantes participaron en el programa Idol Producer, sin embargo, solo tres de ellos lograron quedar en el grupo final Zheng Ting, Chengcheng y Justin.
El 25 de diciembre del 2019 se unió al elenco principal de la serie web CMFU Sweet Taichi donde dio vida a Chen Bing, hasta el final de la serie el 15 de enero del 2020.

## Filmografía

### Series de televisión
| Año         | Título            | Personaje | Notas                      |
| ----------- | ----------------- | --------- | -------------------------- |
| 2019 - 2020 | CMFU Sweet Taichi | Chen Bing | 24 episodios - (serie web) |

### Programas de variedades
| Año             | Programa                       | Notas                      |
| --------------- | ------------------------------ | -------------------------- |
| 2020 - presente | Shine Super Brothers           | miembro                    |
| 2018            | The Brave World                | miembro                    |
| 2019            | Master in the House (少年可期) | miembro                    |
| 2018            | Happy Camp                     | 2 episodios - invitado     |
| 2018            | Idol Producer                  | 26avo. lugar - concursante |

### Reality shows
| Año         | Programa                                     | Notas                      |
| ----------- | -------------------------------------------- | -------------------------- |
| 2018 - 2019 | We Are Not At Home Tomorrow (明天我们不在家) | 8 episodios - junto a NEX7 |

### Eventos
| Año  | Título            | Notas        |
| ---- | ----------------- | ------------ |
| 2019 | YH Family Concert | junto a NEX7 |

### Anuncios
| Año  | Programa     | Notas                                            |
| ---- | ------------ | ------------------------------------------------ |
| 2018 | KFC          | junto a Bi Wenjun                                |
| 2018 | SECOO        | junto a NEX7                                     |
| 2018 | Xtep         | junto a NEX7                                     |
| 2018 | JAYJUN Promo | junto a Justin Huang, Li Quanzhe y Huang Xinchun |

### Revistas / sesiones fotográficas
| Año  | Programa       | Notas                                                                        |
| ---- | -------------- | ---------------------------------------------------------------------------- |
| 2020 | JSTYLE         | junto a NEXT                                                                 |
| 2019 | Mode Magazine  |                                                                              |
| 2019 | ELLE Men Fresh | (junto a Justin Huang, Li Quanzhe, Zhu Zhengting, Bi Wenjun y Huang Xinchun) |